# تأريخ مفهوم الإبداع
تغيرت الطرق التي أدركت بها المجتمعات مفهوم الإبداع عبر التاريخ، كما تغير المصطلح نفسه.
لم يكن المفهوم اليوناني القديم للفن «استمدت التقنية (tech) والتكنولوجيا (technology) من اليونانية»، باستثناء الشعر، بسبب حرية الفعل بالتزام القواعد.
في روما، اهتز المفهوم اليوناني جزئيًا، وكان يُنظر إلى الفنانين التشكيليين على أنهم يشاركون مع الشعراء في الخيال والإلهام.
في ظل المسيحية في العصور الوسطى، جاء مصطلح «الإبداع» اللاتيني ليشير إلى فعل الله (Creatio ex nihilo) «الخلق من العدم»، وبمرور الوقت توقف تطبيق «الإبداع» على الأنشطة البشرية. ومع ذلك، فقد ذهبت تلك العصور الوسطى إلى أبعد من العصور القديمة، عندما ألغت مكانة الشعر الاستثنائية، فهي أيضًا كانت فنًا. من ثم، هي حرفة وليست إبداعًا.
سعى رجال عصر النهضة للتعبير عن شعورهم بالحرية والإبداع. كان أول من طبق كلمة «إبداع» هو الشاعر البولندي في القرن السابع عشر ماسيج كازيميرز ساربيفسكي، ولكنه طبقها فقط على الشعر.
لأكثر من قرن ونصف، واجهت فكرة الإبداع البشري مقاومة، لأن مصطلح «خلق» كان مخصصًا للخلق من لا شيء. سمحت الشكوكية الدينية في القرن التاسع عشر بتغيير التعريف: الآن ليس الفن فقط متعارف عليه بأنه إبداع لأن الفن وحده كان إبداعًا، بل اعترف به وحده. وفي مطلع القرن العشرين، عندما بدأ النقاش حول الإبداع في العلوم والطبيعة، اعتُبر هذا بمثابة انتقال إلى العلوم والطبيعة، للمفاهيم المناسبة للفن.

## المصطلح والمفهوم

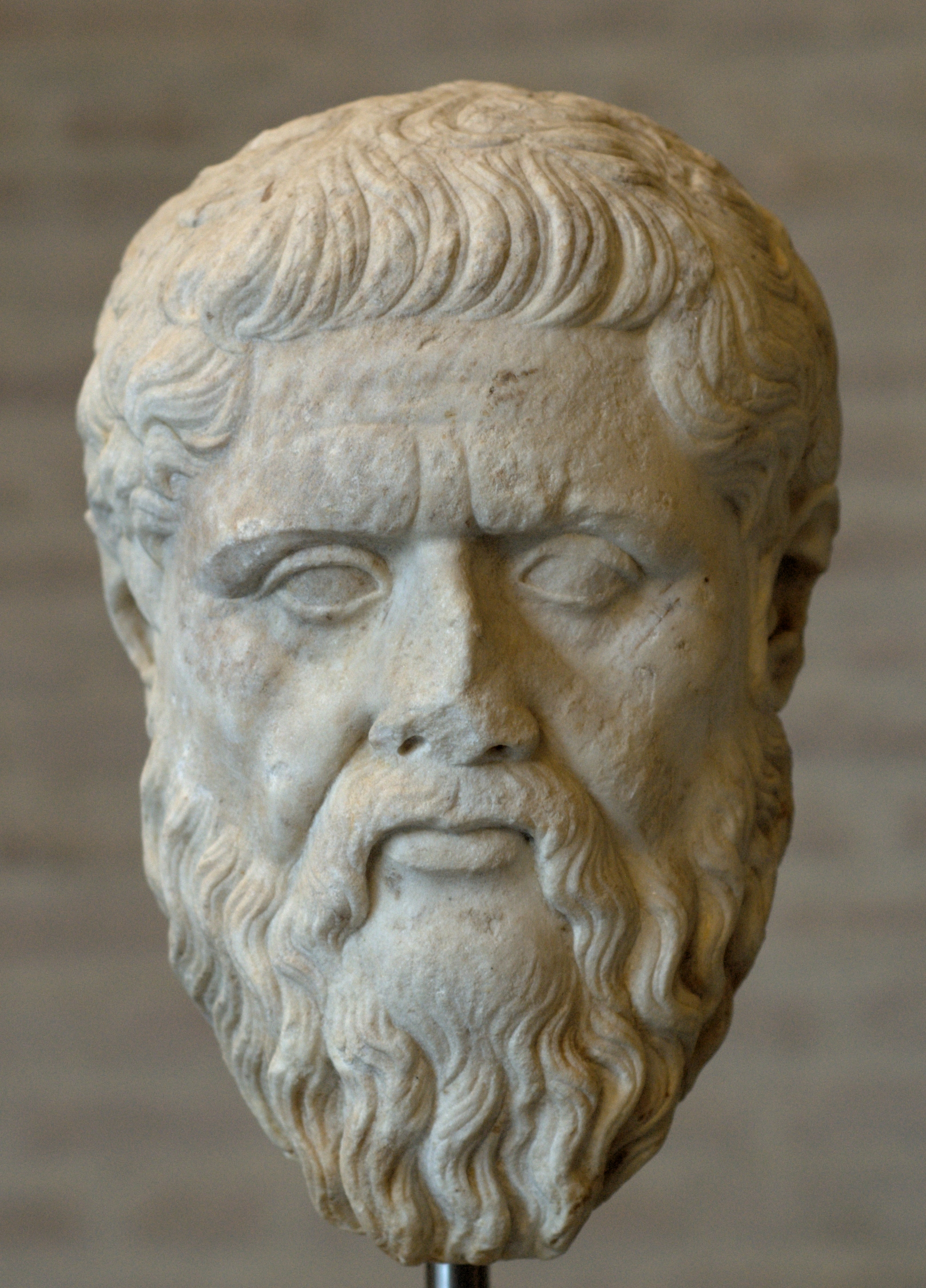

لم يكن لدى الإغريق القدماء مصطلحات تقابل «يخلق» أو «خالق». طبق تعبير (poiein)، الذي يعني «يصنع أو تصنع» تحديدًا على «الشعر» (poiesis) وعلى الشعراء «الشاعر أو الصانع» الذين صنعوه بدلًا من الفن عمومًا في فهمه الحديث. على سبيل المثال، يسأل أفلاطون في «الجمهورية» (The Republic): «هل نقول، عن الرسام، أنه يخلق شيئًا ما؟»، ويجيب: بالتأكيد لا، إنه مجرد تقليد. بالنسبة لليونانيين القدماء، كان مفهوم الخلق والإبداع يعني حرية العمل، والقواعد. الفن في اليونانية يتدخل في القوانين والقواعد. «تكن» (techne) هي صنع الأشياء باليونانية. حسب اليونانيين، إن خلق الفن وفقًا للقوانين والقواعد، ليس إبداعًا، وقد يكون الناتج حينها بحالة سيئة جدًا. كان لهذا الفهم للفن فرضية مميزة: الطبيعة كاملة وخاضعة للقوانين، لذلك يجب على الإنسان أن يكتشف قوانينها ويخضع لها، وليس السعي وراء الحرية، التي ستحرفه عن هذا الحد الأقصى الذي يمكنه بلوغه. كان الفنان مكتشفًا وليس مخترعًا.. الاستثناء الوحيد لهذه النظرة اليونانية وهو كبير؛ الشعر. صنع الشاعر أشياء جديدة، وأخذ الحياة إلى عالم جديد، بينما عمل الفنان مجرد تقليد. والشاعر، خلافًا للفنان، لم يكن ملزمًا بالقوانين. لم توجد مصطلحات تقابل «الإبداع أو الخالق»، ولكن في الواقع كان يُفهم أن الشاعر هو الشخص الذي يخلق. وفقط هو مفهوم. في الموسيقى، لم توجد حرية: كانت الألحان تُوصف، خاصة للاحتفالات والترفيه، وكانت تُعرف على نحو واضح باسم (نوموي) «القوانين».
في الفنون البصرية، كانت الحرية مقيدة بالنسب التي وضعها بوليكليتوس للإطار البشري، التي أطلق عليها «القانون» (the canon)، بمعنى قياس. جادل أفلاطون تيماوس بأنه، لتنفيذ عمل جيد، يجب على المرء أن يفكر في نموذج أبدي. في وقت لاحق، كتب الروماني شيشرون أن الفن يحتضن تلك الأشياء «التي لدينا معرفة بها» (quae sciuntur). رأى الشعراء الأشياء بنحو مختلف. يسأل الكتاب الأول من الأوديسة: «لماذا تمنع المغني من إسعادنا بالغناء كما يريد هو نفسه؟» كانت لدى أرسطو شكوك حول: هل كان الشعر تقليدًا للواقع؟ وهل كان يتطلب التمسك بالحقيقة؟ كان بالأحرى، عالم لذلك «الذي ليس صحيحًا ولا زائفًا».
في العصر الروماني، جرى تحدي هذه المفاهيم اليونانية جزئيًا. كتب هوراس أنه ليس فقط الشعراء ولكن الرسامين أيضًا يحق لهم التمتع بامتياز الجرأة على كل ما يرغبون فيه «quod libet audendi». في نهاية العصور القديمة، كتب فيلوستراطوس أنه «يمكن للمرء أن يكتشف تشابهًا بين الشعر والفن ويجد أن الخيال بينهما مشترك». أكد كاليستراتوس أنه «ليس فقط فن الشعر والنثر ملهمًا، بل أيضًا أيدي النحاتين موهوبة بمباركة الإلهام الإلهي». كان هذا شيئًا جديدًا لأن الإغريق الكلاسيكيون لم يطبقوا مفاهيم الخيال والإلهام على الفنون البصرية، ولكنهم حصروها في الشعر. كانت اللاتينية أكثر ثراءً من اليونانية: فقد كان لها مصطلح «خلق» (Creatio وCreator)، وكان لها تعبيرين (facere وcreare)، إذ لم يكن لدى اليونانية سوى تعبير واحد (poiein). ومع ذلك، فإن المصطلحين اللاتينيين يعنيان الشيء نفسه إلى حد كبير. ولكن حدث تغيير جوهري في العصر المسيحي جاء مصطلح «الخلق» للإشارة إلى فعل الله المتمثل في «الخلق من العدم» (creatio ex nihilo). وهكذا اتخذت كلمة «Creatio» معنى مختلفًا عن «facere» (تصنع)، ولم تعد تنطبق على الوظائف البشرية. وكما كتب المسؤول الروماني في القرن السادس والشخصية الأدبية كاسيودوروس، «تختلف الأشياء المصنوعة والمخلوقة، فبإمكاننا أن نصنع، ما لا نقدر على خلقه».